# Dancing In Burning Silhouettes
Dancing In Burning Silhouettes er en dansk musikfilm fra 1990, der er instrueret af Leif Andruszkow.

## Handling
Live-video med Andruszkow & The Act i Den Grå Hal, København 4. marts 1989.